# Pharaïlde de Gand
Sainte Pharaïlde (en néerlandais : Veerle), née vers 650 et décédée vers 740 en Austrasie, est une vierge consacrée, puis veuve, qui consacra ses ressources au service de la population. Sainte patronne de Gand, elle est particulièrement vénérée en Belgique, et liturgiquement, sa fête est fixée au 4 janvier.   

## Biographie

### Naissance et jeunesse
Selon la Vita Pharaildis, Pharaïlde est née vers 650 à  Gand dans une famille de propriétaires terriens ayant des biens dans ce qui est actuellement le Hainaut et le Brabant. Son père s'appelait Thierry (Theodoricus), d’extraction noble, qui accompagnait le roi dans ses campagnes militaires et, en temps de paix, vivait sur ses domaines. 
Comme toutes les filles de bonnes familles de l'époque, elle reçut une bonne éducation religieuse au monastère de Nivelles dirigée par sainte Gertrude dont elle aurait été la sœur.

### Vie à Bruay-sur-l'Escaut
Bien qu’elle ait fait un vœu privé de chasteté, on maria Pharaïlde avec Guy, le fils d'Othon, le chef d'une tribu saxonne établie à Bruay sur l'Escaut. Comme elle se refusait à son mari, il la maltraitait. Cependant, lorsque Guy fut gravement blessé lors d'une partie de chasse à cheval, Pharaïlde le soigna avec sollicitude. Il se remit lentement, mais mourut de maladie peu après. Avec les ressources à sa disposition la veuve Pharaïlde consacra le reste de sa vie à rendre d'innombrables services à la population.
Elle mourut à l'âge de 90 ans vers 740, et fut inhumée dans la chapelle dédiée à saint Jean Baptiste qu'elle avait construite. Cette chapelle devint l'église Sainte Pharaïlde, probablement à Bruay-sur-l'Escaut.

### Les miracles

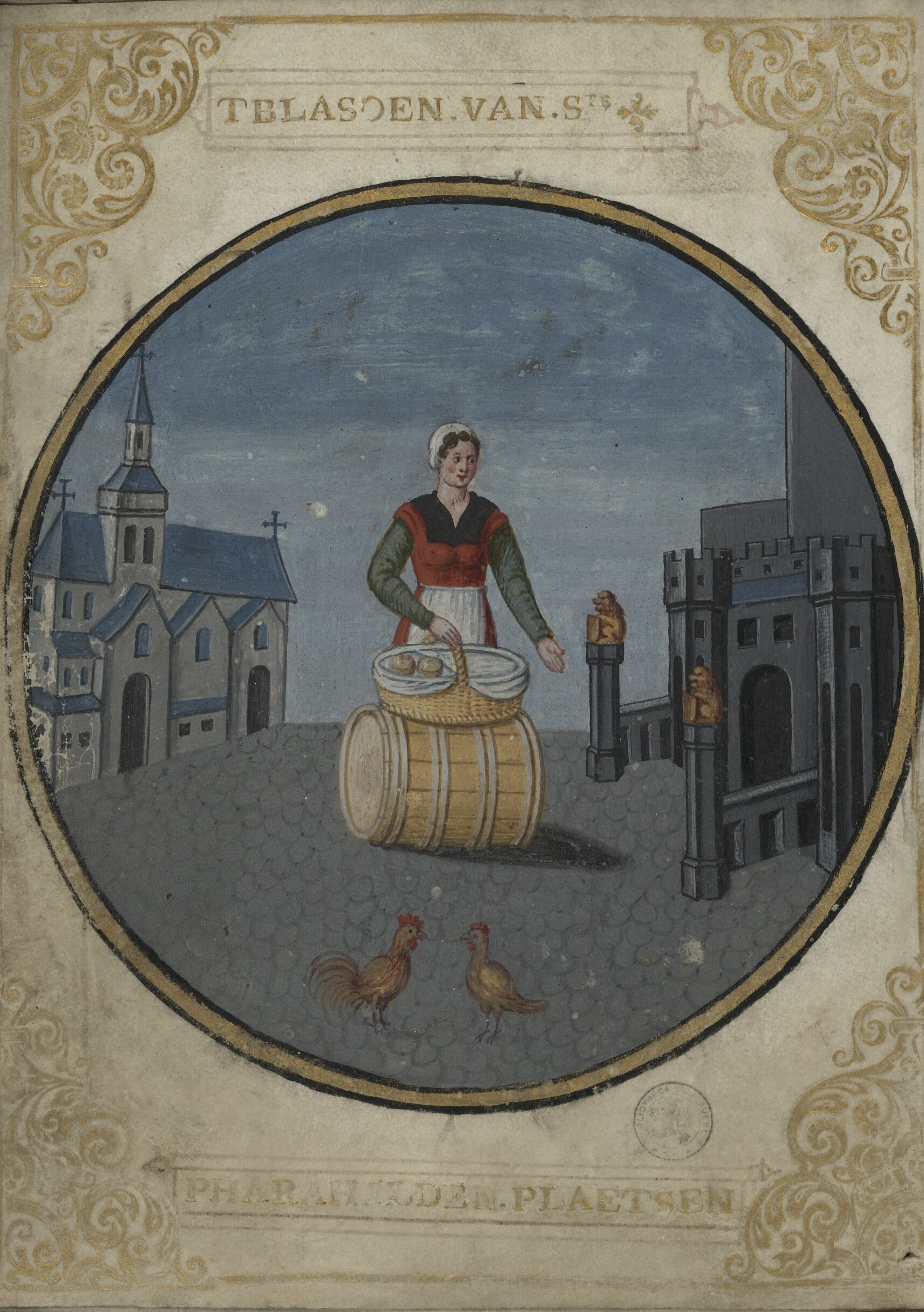
Représentation de sainte Pharaïlde de Gand dans une ordonnance destinée au quartier de la place Veerleplein à Gand (1624).

La dévotion populaire lui attribue trois miracles (dont un est posthume) :
- À Bruay-sur-l'Escaut, Pharaïlde fit jaillir une source en frappant le sol de son fuseau pour étancher la soif des ouvriers qui travaillaient aux champs.
- Dans un de ses domaines de Bruay[2], une troupe d'oies sauvages vint se poser. Un domestique en captura une et la mangea en famille. Pharaïlde l'apprenant, demanda qu'on lui apporte les restes de l'oie et lui rendit la vie.
- Le troisième miracle, dit des ‘trois pains de pierre’ est posthume. Au XIVe siècle, une dame demanda du pain à sa voisine. Cette dernière refusa, prétextant qu'elle n'en avait pas. Sous l'insistance de la première, elle dit : « Que Dieu et sainte Pharaïlde changent mes pains en pierre si j'en ai plus d'un demi chez moi ». Quelle ne fut pas sa surprise en rentrant chez elle de trouver dans la huche à pain des pierres à la place de ses pains ! Ce miracle se passa à Steenockerzeel en l'an 1300[3].

Ces miracles expliquent que sainte Pharaïlde est souvent représentée avec trois pains et une oie.

## Souvenir et vénération
- Une dévotion populaire commença immédiatement après sa mort. Son culte est ratifié en 754. En 810, on parle du sanctuaire de Pharaïlde dans une Vie de saint Saulve, martyrisé à Beuvrages.
- En 914, une charte du roi Robert, mentionne une "Basilica beatae Pharaïldis" détruite par les Normands durant leur invasion de 879-883.
- En 1645, une confrérie de Sainte-Pharaïlde est établie et confirmée en 1788.
- Son corps est ramené dans la ville de Gand dont elle devient la sainte patronne, avec saint Bavon.
- Lors de la démolition de l'ancienne église de Bruay-sur-l'Escaut en 1892, un cénotaphe est découvert, datant du XIIe siècle qui serait le sien. L'église actuelle possède un reliquaire du XVe siècle.
- Sainte Pharaïlde est toujours fêtée à Bruay-sur-l'Escaut, où une neuvaine lui est consacrée tous les ans, début septembre.

### LaSint-Veerlepleinet laSint-Veerlekerk
À Gand en 1212, l'église la Sint-Veerlekerk a été érigée au sud de la place actuelle (Sint-Veerleplein), d'où elle tire son nom. Elle fut ordonnée le 30 juin 1216 et servie par des chanoines. Cette église était l'église de cour des comtes de Flandre. Des restes du mur et des tombes ont été découverts lors de travaux de rénovation en 2007 à l'ancien marché aux poissons (Oude Vismijn). Entre 1190 et 1225, Sint-Veerlekerk a reçu des droits paroissiaux, ce qui a permis aux gens d'y être enterrés. Pourtant, seules les tombes et autres hauts fonctionnaires du Gravensteen y ont trouvé leur dernier lieu de repos. L'église a été démolie en 1581.

### La source Sainte-Pharaïlde

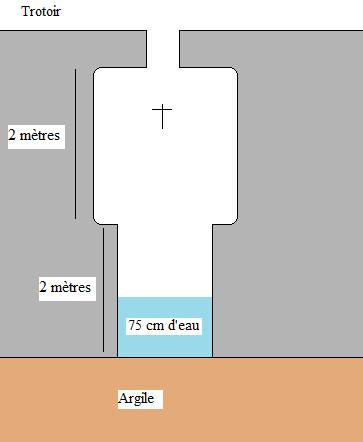
La fontaine Sainte-Pharaïlde.

La source Sainte-Pharaïlde, aménagée en puits au cours des siècles, est utilisée par toutes les personnes de Bruay-sur-l'Escaut. Des plans de la commune de la fin du XVIIIe siècle montrent son emplacement. Elle se tarit au milieu du XXe siècle  à cause de l'exploitation minière voisine. Elle est alors fermée par une dalle de béton par la commune puis recouverte pour la sécurité des personnes.
Elle fut rouverte en 1990, lors du 1250e anniversaire de la mort de sainte Pharaïlde, à l'initiative du curé de l'époque, Georges Martin, qui demanda le concours d'un sourcier. L'emplacement du puits fut redécouvert sur le trottoir devant la maison n° 199 de la rue Ledru-Rollin. Une dalle de marbre verticale et un ouvrage de maçonnerie représentant un puits ont été placés à l'endroit de la source.